# Babar et le Père Noël
Pour plus de détails, voir Fiche technique et Distribution.
Babar et le Père Noël est un film de Noël d'animation canadien sorti en 1986.

## Synopsis
Babar rencontre le père noël.

## Fiche technique
- Titre : Babar et le Père Noël
- Réalisation : Gerry Capelle
- Auteur : Gerry Capelle, Laurent de Brunhoff, Merilyn Read, d'après le livre de Jean de Brunhoff Babar et le Père Noël
- Scénaristes : Laurent de Brunhoff, Gerry Capelle, Merilyn Read
- Musique : Gary Morton
- Directeur de l'animation : Chris Schouten, Shivan Ramsaran
- Générique  : Gary Morton , Chris Schouten, Shivan Ramsaran
- Producteurs : Merilyn Read
- Sociétés de production : Nelvana , Ellipsanime , Kodansha , The Clifford Ross Company
- Pays d'origine :  Canada
- Langue : anglais , français
- Durée : 30 minutes
- Date de sortie : 1986

## Distribution

### Voix originales
- Pierre Tornade : Babar
- Claude Chantal : Céleste et Alexandre
- Pierre Trabaud : Zéphyr et le Père Noël
- Ysabelle Lacamp : Arthur
- Christine Delaroche : Flore
- Albert Augier : Pom, le jardinier, Lazzaro et le professeur Laframbois
- Claude Nicot : Rataxès
- Jacques Ciron : le narrateur

### Voix anglaises
- Jim Bradford : Babar
- Louise Villeneuve : Céleste (Celeste)
- Rick Jones : Zéphyr, Lazzaro, Podular et les souris (mice)
- Les Lye : Rataxès (Rataxes) et le Père Noël (Father Christmas)
- Kemp Edwards : Arthur
- Courtney Caroll : Flore (Flora)
- Kai Engstad : Alexandre (Alexander)
- Amie Charlebois : Pom
- Brahm Olzynko : voix diverses
- Rock Lafortune : le jardinier (Gendarme)
- Noel Council : Pr Laframboise (Professor)
- Derek Diorio : Sureau (Elderberry), un elfe (Elf #2) et un homme des bateux (Boatman)
- Bridgitte Robinson : la secrétaire (Secretary) et une elfe (Elf #1)
- Laurent de Brunhoff : le narrateur (Narrator)